# Finstere Flure
Finstere Flure ist ein Brettspiel von Friedemann Friese, erschienen 2003 bei dessen Eigenverlag 2F-Spiele. Illustriert wurde es von Lars-Arne „Maura“ Kalusky, der auch für viele andere Spiele des Autors die grafische Gestaltung übernahm. 
Bei Finstere Flure handelt es sich um ein vorwiegend taktisches Brettspiel mit Bluff-Elementen für zwei bis sieben Spieler. Typisch für den Autor sind neben der satirischen Aufmachung auch einige Spielelemente wie eine ausgeprägte Interaktion zwischen den Spielern bzw. deren Spielzügen sowie der vergleichsweise geringe Zufallsanteil.

## Das Spiel

### Spielidee
Verschiedene Gruppen von Personen sind in der Festung des Fürsten Fieso gefangen und müssen versuchen, aus ihr zu entkommen. Das einzige, was zwischen ihnen und der Freiheit steht, ist das Monster des Fürsten, Furunkulus. 
Jeder Spieler übernimmt eine der gefangenen Gruppen, die abhängig von der Spielerzahl aus drei bis vier Spielfiguren bestehen. Ziel des rundenbasierten Spiels ist, die Mehrheit der eigenen Figuren an dem todbringenden Monster vorbei zum Ausgang der Festung und damit in Sicherheit zu bringen.

### Material
Das Spielmaterial umfasst neben einer Spielanleitung:
- 1 Spielbrett
- 25 Spielsteine in 7 Farben, beidseitig beklebt
- 17 Flurplättchen (11 Steinblöcke, 4 Teleporter, 2 Blutlachen)
- 8 Monsterbewegungskarten
- 1 Marker für den beginnenden Spieler
- 1 Monsterbausatz (22 Körperteile, die sich zu unterschiedlich aussehenden Monstern zusammenstecken lassen)

### Spielverlauf
Der Spielplan zeigt eine in Felder unterteilte Säulenhalle in Draufsicht. In einer Ecke befindet sich der Eingang, von dem die Figuren der Spieler starten, in der diagonal gegenüberliegenden Ecke liegt der Ausgang, das Ziel. Aufgabe der Spieler ist es, die Halle mit ihren Spielfiguren zu durchqueren, ohne dass diese dabei von dem Monster „gefressen“, das heißt geschlagen werden. 
Das Spiel verläuft rundenweise, abwechselnd ziehen immer zuerst alle Spieler ihre Figuren, anschließend wird das Monster nach bestimmten Regeln bewegt und kann dabei auch Figuren der Spieler schlagen. Sämtliche Figuren können nur waage- oder senkrecht ziehen.
Sind die Spieler am Zug, bewegen sie reihum immer eine ihrer Figuren, bis alle Figuren einmal gezogen wurden. Jede Spielfigur besitzt zwei verschieden gestaltete Seiten (farbig und schwarz) mit unterschiedlichen Bewegungspunkten, die in ihrer Summe jedoch stets 7 ergeben, beispielsweise 3 und 4 oder 6 und 1. Nach jedem erfolgten Zug wird die Figur auf die jeweils andere Seite umgedreht, die so entstehende wechselnde Bewegungsreichweite muss von den Spielern berücksichtigt werden. Dieser Mechanismus hat ferner auch die praktische Funktion, dass bereits gezogene von noch nicht bewegten Figuren unterschieden werden können. Spielerfiguren dürfen während der Bewegung die Richtung ändern und einander überspringen, sie können sich jedoch nicht gegenseitig schlagen. 
Das Monster wird von den Spielern gemeinsam und nach bestimmten Regeln bewegt. Es kann im Gegensatz zu den Figuren der Spieler auch aus dem Spielfeld hinaus laufen und wird dann auf der gegenüberliegenden Seite des Spielplans wieder eingesetzt. Zur Bestimmung der Bewegungsreichweite werden die acht Monsterbewegungskarten verwendet, sie bilden auch das einzige Zufallselement des Spiels. Die Karten werden vor dem Spiel gemischt und als verdeckter Stapel bereitgelegt, vor jedem Zug des Monsters wird die jeweils oberste Karte aufgedeckt. Sechs der Karten zeigen die Anzahl an Feldern, um die das Monster in der entsprechenden Runde bewegt werden muss. Die zwei verbleibenden Karten stehen für ein oder zwei „Treffer“, das Monster wird hierbei so lange bewegt, bis es einen oder zwei Spielerfiguren geschlagen hat, jedoch maximal 20 Felder.
Das Ziehen des Monsters folgt einem bestimmten Schema: Vor jedem Schritt „blickt“ es zunächst nach vorne, links und rechts, die Ausrichtung der Monsterfigur spielt daher eine entscheidende Rolle. Entdeckt das Monster dabei eine oder mehrere Figuren der Spieler, ändert es seine Laufrichtung in die der nächstgelegenen Spielfigur, andernfalls läuft es weiter geradeaus. Durch gezieltes Positionieren ihrer Spielfiguren können Spieler die Bewegungen des Monsters bis zu einem gewissen Grad steuern, wobei jene Spieler, die zuletzt an der Reihe sind, oftmals den größeren Einfluss auf die Monsterbewegung nehmen können. Insbesondere in Spielen mit vielen Mitspielern wird das Spiel dadurch für die ersten Spieler einer Runde oft sehr unberechenbar, ebendiese Unberechenbarkeit macht jedoch einen der Reize des Spiels aus.
Auf dem Spielplan befinden sich ferner elf Steinblöcke und zwei Blutlachen, die zu Beginn eines Spiels platziert werden. Steinblöcke blockieren die Sicht des Monsters und erlauben es den Spielerfiguren, sich zu verstecken, zudem können die Blöcke sowohl von den Spielerfiguren als auch vom Monster verschoben werden. Über die jeweils vier Felder großen Blutlachen können Figuren hinweg „rutschen“ und erhöhen so ihre Bewegungsreichweite.
Der Spielverlauf gliedert sich darüber hinaus in zwei Phasen: In der ersten Phase werden geschlagene Spielfiguren lediglich zum Eingang zurückgesetzt und der Spieler kann erneut versuchen, sie zum Ausgang zu bringen. Die zweite Phase beginnt, nachdem die vorletzte der Monsterbewegungskarten aufgedeckt und ausgeführt wurde. Alle acht Karten werden dann noch einmal gemischt und erneut als verdeckter Stapel bereitgelegt, das Spiel läuft ansonsten ohne Änderungen weiter. Allerdings werden in der zweiten Phase geschlagene Figuren ganz aus dem Spiel entfernt.
Sieger ist, wer zuerst alle bis auf eine seiner Spielfiguren aus der Halle bewegen kann, dies ist frühestens nach sieben Spielrunden möglich. Spätestens nach 15 Runden endet das Spiel jedoch zwangsläufig, da der zweite Monsterstapel dann abgespielt wurde. In diesem Fall gewinnt derjenige Spieler, der zuerst die meisten Figuren retten konnte.

### Erweiterte Version
Für fortgeschrittene Spieler besteht die Möglichkeit, anstelle der normalen Steinblöcke spezielle Blöcke zu verwenden, die das Spiel etwas anspruchsvoller gestalten. So gibt es Kristallblöcke, durch die das Monster hindurchsehen kann, Umlenkblöcke, die seine Laufrichtung beeinflussen, und Teleporter, zwischen denen das Monster (nicht aber die Spielerfiguren) teleportieren kann.

## Auszeichnungen

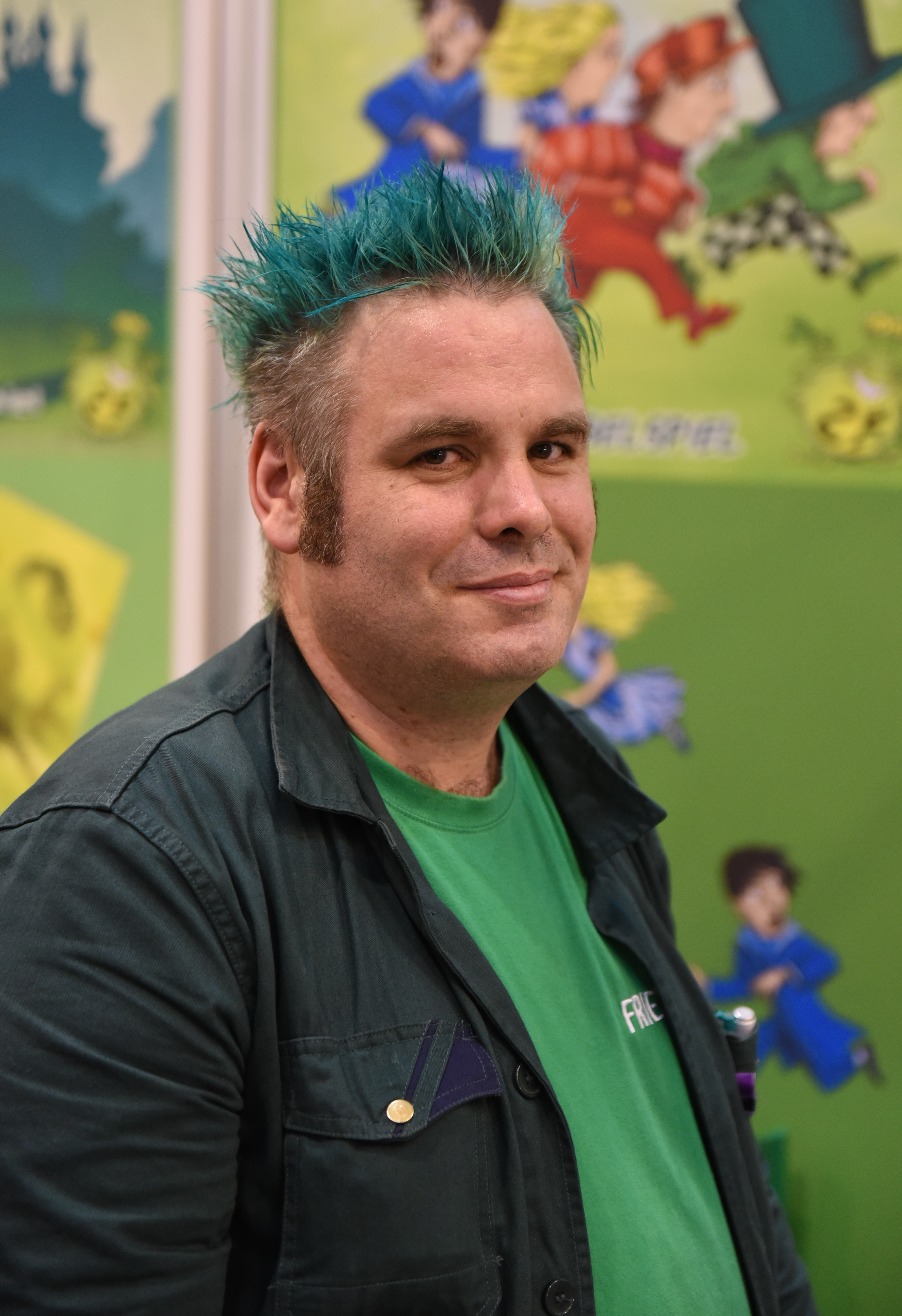
Friedemann Friese auf den Internationalen Spieltagen in Essen 2017

Finstere Flure erreichte beim Deutschen Spiele Preis 2004 den achten Platz, daneben gehörte es zu den Finalisten beim International Gamers Award 2004 in der Kategorie „Mehrspieler“ (General Strategy Games, Multi-Player).

## Übersetzungen
Das Spiel erschien in Englisch (unter dem Titel Fearsome Floors) bei Rio Grande Games sowie in Französisch (La Crypte de la Créature) und Italienisch (Fuggi, Fuggi) bei Tilsit (die Ausgabe war zweisprachig). Sowohl der englische als auch der italienische Titel erhalten die Alliteration auf den Buchstaben F, die ein Markenzeichen des Autors geworden ist.
Es sind weiterhin eine französische Ausgabe beim kanadischen Verlag Filosofia, eine italienische bei Gniochi Uniti und eine chinesische bei Swan Panasia erschienen.

## Wissenswertes
Die für das Spiel eher irrelevante Hintergrundgeschichte von Finstere Flure setzt die eines früheren Spiels des Autors, Fische Fluppen Frikadellen, fort. Ihren Abschluss findet die Geschichte in dem nachfolgend veröffentlichten Spiel Fürchterliche Feinde, welches außerdem erneut die Monsterthematik aufgreift. Von der Geschichte abgesehen haben die Spiele ansonsten inhaltlich nichts miteinander zu tun.
Auf den Internet-Plattformen Brettspielwelt und Yucata wird eine Online-Version des Spiels Finstere Flure zur Verfügung gestellt, die im Browser gespielt werden kann.
Seit 2011 enthält das Spiel eine Anleitung im 4-Farbdruck. Bei den Auflagen davor wurde die Anleitung aus Kostengründen in schwarz-weiß gedruckt.